# Liglet
Liglet ist eine französische Gemeinde mit 301 Einwohnern (Stand: 1. Januar 2022) im Département Vienne in der Region Nouvelle-Aquitaine. Sie gehört zum Arrondissement Montmorillon und zum Kanton Montmorillon. Die Einwohner werden Liglétiens genannt.

## Geografie
Liglet liegt etwa 58 Kilometer ostsüdöstlich von Poitiers, im Osten der historischen Provinz Poitou. Nachbargemeinden von Liglet sind Saint-Hilaire-sur-Benaize im Norden, Bélâbre im Nordosten, Lignac im Osten, Thollet und La Trimouille im Süden, Journet im Westen und Südwesten sowie Béthines im Westen und Nordwesten.

## Bevölkerungsentwicklung
| Jahr                      | 1962 | 1968 | 1975 | 1982 | 1990 | 1999 | 2006 | 2013 |
| Einwohner                 | 618  | 562  | 468  | 424  | 359  | 348  | 304  | 325  |
| Quelle: Cassini und INSEE |      |      |      |      |      |      |      |      |

## Sehenswürdigkeiten
- Kirche Saint-Hilaire-et-Sainte-Marguerite, seit 1937 Monument historique
- Priorat Sainte-Marguerite in Marcilly aus dem 11. Jahrhundert
- Priorat Saint-Antoine in Fontmoron aus dem 12. Jahrhundert
- Reste des Schlosses aus dem 17. Jahrhundert
- Schloss Mareuil aus dem 15. Jahrhundert